# 3-D WorldRunner
3-D WorldRunner (Titlu complet: The 3-D Battles of WorldRunner) este un joc video Third-person shooter, Rail shooter și Platform creat de Square A®n 1997. În Japonia jocul a fost lansat pentru Family Computer Disk System ca Tobidase Daisakusen și publicat de DOG, o companie care a aparținut de Square. În America de Nord a fost publicat de Acclaim Entertainment pentru NES. O continuare a jocului a fost lansată în 1987 doar în Japonia cu titlul JJ: Tobidase Daisakusen 2